# 서울 아줌마
"서울 아줌마"는 1967년 공개된 대한민국의 영화이다.

## 배역
- 김지미
- 신영균
- 박암
- 정민
- 윤일봉
- 김용연
- 한재경
- 이빈화
- 정애란
- 도성희
- 김기범
- 문미봉
- 윤신오
- 김옥정